# الحزب الشيوعي في خوارزم
كان الحزب الشيوعي في خوارزم حزبًا سياسيًا في خيوة / خوارزم.
في عام 1922، أصبح الحزب تابعًا للحزب الشيوعي الروسي (البلاشفة). وفي خلال ربيع عام 1924، رفضت قيادة الحزب الشيوعي في خوارزم اتخاذ أي موقف حازم بشأن مقترحات لإعادة تنظيم آسيا الوسطى السوفيتية. وفي يوليو من العام نفسه، وافق الحزب رسميًا على خطط تشكيل جمهورية سوفيتية على أساس الحدود القائمة على الجنسية. يزعم التاريخ السوفيتي الرسمي في ذلك الوقت أن الحزب الشيوعي في خوارزم كان عُشًا من «العناصر البرجوازية والقومية والتروتسكية التي أعاقت تشكيل جمهوريات جديدة». وفي وقت لاحق من عام 1924، تم حل الحزب حيث تم إعادة رسم حدود آسيا الوسطى السوفيتية.

## أول أمناء للحزب
- 4 أبريل 1920 - 3 يونيو 1920 أمدزهان أكورين
- 4 يونيو 1920 - 6 مارس 1921 مولا دزومانياز سلطان مرادوف
- 29 مايو 1921 - 12 نوفمبر 1921 محمد عزت الدينوف
- 12 نوفمبر 1921 - 17 ديسمبر 1921 بيردي جادجييف
- 17 ديسمبر 1921 - 22 يوليو 1923 غيفي شرفوتدينوف
- 22 يوليو 1923 - 22 سبتمبر 1923 إششان مشاريبوف (التمثيل)
- 22 سبتمبر 1923 - 15 يونيو 1924 كريمشان أدينايف
- 15 يونيو 1924 - 27 أكتوبر 1924 إسحاق هانزوفاروف

المصدر: